# Pentatriquaromboedro
In geometria solida il pentatriquaromboedro è un poliedro convesso.

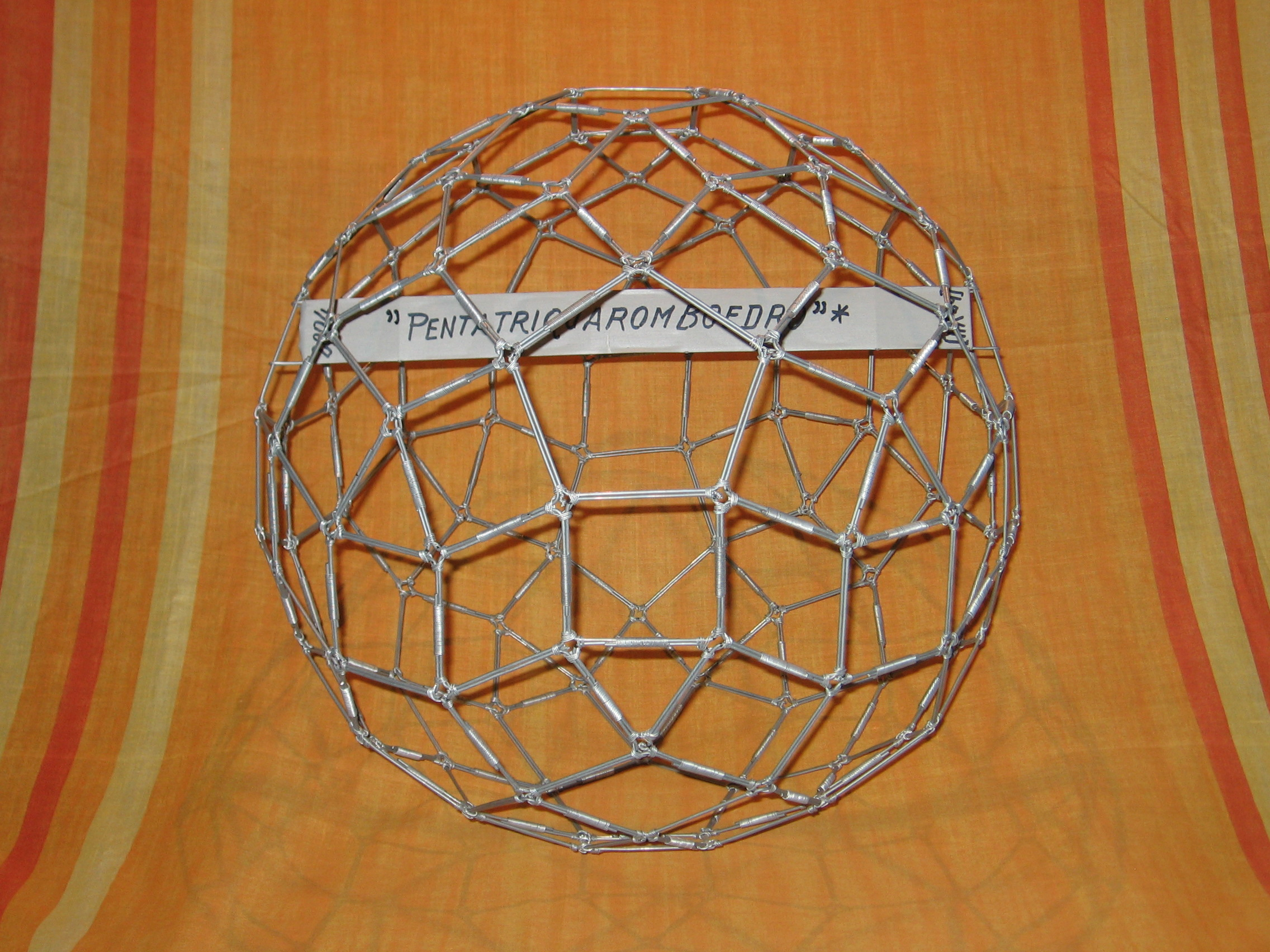
Pentatriquaromboedro

## Proprietà
Le facce del pentatriquaromboedro sono triangoli equilateri, quadrati, rombi e pentagoni regolari: tutti poligoni equilateri. Come conseguenza, gli spigoli del pentatriquaromboedro hanno tutti la stessa lunghezza. 
È possibile inscrivere una sfera in questo poliedro: esiste cioè una sfera che è tangente ad ogni sua faccia.

## Poliedro duale
Il poliedro duale è il bisexdecaedro trapezoidale.

## Altri poliedri
I 120 vertici del poliedro sono anche vertici del poliedro composto formato dall'unione di due poliedri archimedei:  il dodecaedro tronco e l'icosaedro tronco.